# Gustavo Maass
Gustavo Adolfo Maass Águila fue un militar mexicano que participó en la Revolución mexicana.
Nota: Varios personajes llevaron el nombre Gustavo Maass por lo que puede haber confusión en la información presentada aquí.
Gustavo Maass era hijo del gobernador del estado de Puebla, Joaquín Maass (1855-1914), y sobrino político de Victoriano Huerta.

Hacia 1907, Gustavo Maass era director de los Almacenes Generales de Artillería.

## Batida a duelo
El 12 de agosto de 1908, Gustavo Maass se batió a duelo con un tal David Olivares, hermano de Felisa Olivares, y lo mató.

## Durante la invasión estadounidense

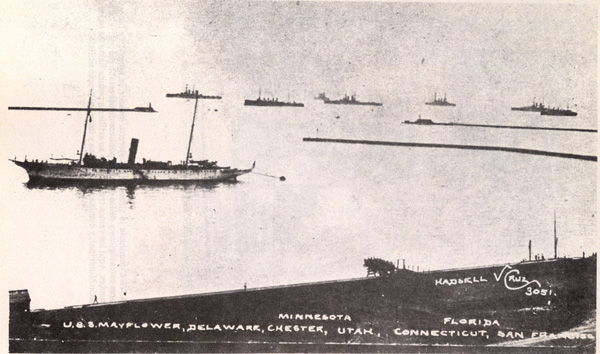
Barcos de guerra estadounidenses en el puerto de Veracruz en 1914.

Durante la ocupación estadounidense del puerto de Veracruz (1914), el general Gustavo Maass desempeñaba el cargo de comandante del puerto de Veracruz.
El 21 de abril de 1914, alrededor de las 11 de la mañana, Maass recibió una llamada telefónica de William W. Canada, quien era el cónsul de los Estados Unidos en Veracruz, informándole que por orden del comandante de la flota estadounidense, el almirante Frank Friday Fletcher, la infantería de marina de su nación realizaría un desembarco por la mañana del día siguiente, con el objetivo de tomar la Aduana y los muelles cercanos.
Luego de ese mensaje, como a las 14:30 hrs. el general Maass abandonó el puerto con la mayoría de sus soldados (tal como se lo había ordenado el general Huerta, para evitar el derramamiento de sangre), dejando solamente a 180 soldados con el objetivo de resguardar el equipo que se encontraba en el cuartel militar, al mando del coronel Albino Rodríguez Cerrillos.
Maass se retiró, junto con el capitán de fragata Vicente Solache y los funcionarios veracruzanos.
Al llegar Manuel Azueta a Tejería, le dio el parte de novedades, que informó el general Maass a Victoriano Huerta vía telégrafo.